# Martino Dorigo
Martino Dorigo (Venezia, 19 giugno 1961) è un ex politico italiano.

## Biografia
È figlio di Wladimiro Dorigo, storico e accademico veneziano. Ha conseguito la maturità classica presso il Liceo Ginnasio Marco Polo di Venezia. Rappresentante della FGCI, nel 1980, a 18 anni, è eletto consigliere comunale a Venezia. Si dimette l'anno successivo per adempiere agli obblighi di leva come AUC nel corpo degli Alpini. Nel 1983 entra come operaio turnista in Montedison a Porto Marghera.
Il 21 novembre 1993 è rieletto consigliere comunale a Venezia, restando in carica sino al 17 novembre 1997.
Eletto deputato per due legislature, la prima nel 1992 nella lista di Rifondazione Comunista, la seconda nella coalizione dei Progressisti (sempre in quota PRC). Nel giugno 1995 aderisce alla scissione del Movimento dei Comunisti Unitari, passando al gruppo misto. 
Nel 1996, cessata ogni attività politica, è tornato in fabbrica, prima a Marghera e poi a Milano.
Nel 2012 è tornato all'attenzione dei media per aver presentato ricorso contro la riforma dei vitalizi parlamentari, assieme ad altri venticinque deputati ed ex deputati in massima parte leghisti e pidiellini. Il segretario di Rifondazione Comunista Paolo Ferrero ha precisato che Dorigo non è più legato al partito dal 1995 e di conseguenza «in nessun modo la sua posizione sui vitalizi è condivisa o può essere ricondotta a Rifondazione comunista». Dorigo a sua volta ha precisato a Ferrero che la sua scelta di ricorrere contro la deliberazione dell'ufficio di presidenza della Camera dei deputati è finalizzata a contrastare una riforma fittizia, che non elimina realmente i privilegi consolidati.